# Вальдепрадос
Вальдепрадос (ісп. Valdeprados) — муніципалітет в Іспанії, у складі автономної спільноти Кастилія-і-Леон, у провінції Сеговія. Населення — 101 особа (2010).
Муніципалітет розташований на відстані близько 65 км на північний захід від Мадрида, 18 км на південний захід від Сеговії.
На території муніципалітету розташовані такі населені пункти: (дані про населення за 2010 рік)
- Гіхасальбас: 7 осіб
- Вальдепрадос: 94 особи

## Демографія
Динаміка населення (INE ):